# Pararctia tundrana
Pararctia tundrana is een vlinder uit de familie van de spinneruilen (Erebidae), onderfamilie beervlinders (Arctiinae). De wetenschappelijke naam van de 
soort is voor het eerst geldig gepubliceerd in 1990 door Tshistjakov.
Deze nachtvlinder komt voor in Europa.